# Хиранума Киитиро
Киитиро Хиранума (яп. 平沼 騏一郎 Хиранума Киитиро:, 28 сентября 1867, г. Цуяма, Окаяма, Япония — 22 августа 1952, г. Токио, Япония) — японский политический и государственный деятель. Родился в семье небогатого самурая. Генерал. Военный преступник.

## Биография
В 1888 году окончил Императорский университет в Токио. Направлен на работу в Министерство юстиции Японии. Прославился как борец с коррупцией. Затем занимал должности, последовательно: Председателя Верховного суда Токио, прокурора при Верховном суде Японии. В 1910 году избран ректором Императорского университета в Токио. В 1911 вице-министр Министерства юстиции.
В 1920 году стал вице-президентом Тайного Совета. В 1921 году выбран Председателем Верховного суда Японии. Председатель националистического Общества государственных основ.
В 1923 году он был назначен Министром юстиции Японии и оставался в этой должности до 1924 года. В 1924 году назначается председателем Палаты пэров Японского парламента. В 1936 году становится председателем Тайного совета и остаётся в этой должности до 1939 года.
В 1939 году был избран премьер-министром Японии, но в этом же году уходит в отставку. Затем недолгое время занимает пост Министра иностранных дел. После, с 1940 по 1941 год Министр внутренних дел. Затем с 1945 года вновь председатель Тайного совета.
После Второй мировой войны, в 1946 году арестован, осуждён на Токийском процессе на пожизненное заключение. В начале 1952 года был амнистирован, и через полгода скончался по естественным причинам.